# Décembre 1913

## Événements
- Crise germano-russe (fin en janvier 1914) avec la mission du général allemand Liman von Sanders à Constantinople pour moderniser l’armée turque.

- 6 décembre, France : démission de Louis Barthou.

- 9 décembre, France : le président Raymond Poincaré nomme Gaston Doumergue nouveau président du Conseil.

- 10 décembre : le prix Nobel de la paix est attribué au Belge Henri La Fontaine.

- 12 décembre : début du règne de Lidj-Yasou, empereur d’Éthiopie (fin en 1916).

- 13 - 14 décembre : l'Allemand Hugo Kaulen améliore le record du vol le plus long en ballon : 87 heures.

- 14 décembre : le Français Adolphe Pégoud effectue 14 loopings enchaînés.
- 23 décembre : création de la Réserve fédérale des Etats-Unis (The Federal Reserve).

- 28 décembre : Georges Legagneux améliore le record d'altitude en avion à bord d'un Nieuport : 6 120 mètres, au-dessus de Saint-Raphaël.

## Naissances
- 2 décembre : Léo Rivest, humoriste québécois († 24 mai 1990).
- 3 décembre, Omer Vanaudenhove, homme politique belge († 26 novembre 1994).
- 7 décembre : Donald C. MacDonald, chef du Nouveau Parti démocratique de l'Ontario.
- 9 décembre : Homai Vyarawalla, photographe et photojournaliste indienne, première femme photojournaliste en Inde. († 15 janvier 2012)
- 11 décembre : Jean Marais, acteur français († 8 novembre 1998).
- 12 décembre : Clint Smith, joueur professionnel de hockey († 19 mai 2009).
- 18 décembre : Alfred Bester, auteur de science-fiction († 30 septembre 1987).
- 19 décembre : Juan Landazuri Ricketts, cardinal péruvien, archevêque de Lima († 16 janvier 1997).
- 27 décembre
  - Elizabeth Smart, auteure († 4 mars 1986).
  - Jean-Louis Gagnon, journaliste († 26 mai 2004).
- 28 décembre : Lou Jacobi, acteur québécois († 23 octobre 2009).

## Décès
- 12 décembre : Ménélik II, empereur d'Éthiopie.
- 16 décembre : Mariano Rampolla del Tindaro, cardinal italien, secrétaire d'État du Vatican (° 17 août 1843).
- 27 décembre : Henry James Morgan, écrivain.